# 三日町 (八戸市)
三日町（みっかまち）は、八戸中心市街地を構成する街区の一つ。青森県八戸市の地名。

## 地理
八戸市中心市街地に位置し、さくら野百貨店八戸店を中心に商業施設が立地している。表通り(国道340号)が地区の中央を東西に通り、八戸市のメインストリート、目抜き通りにあたる。北に番町、東に八日町、南に六日町、西に十三日町に面している。鉄道の駅はJR八戸線本八戸駅が最寄駅である。

## 歴史

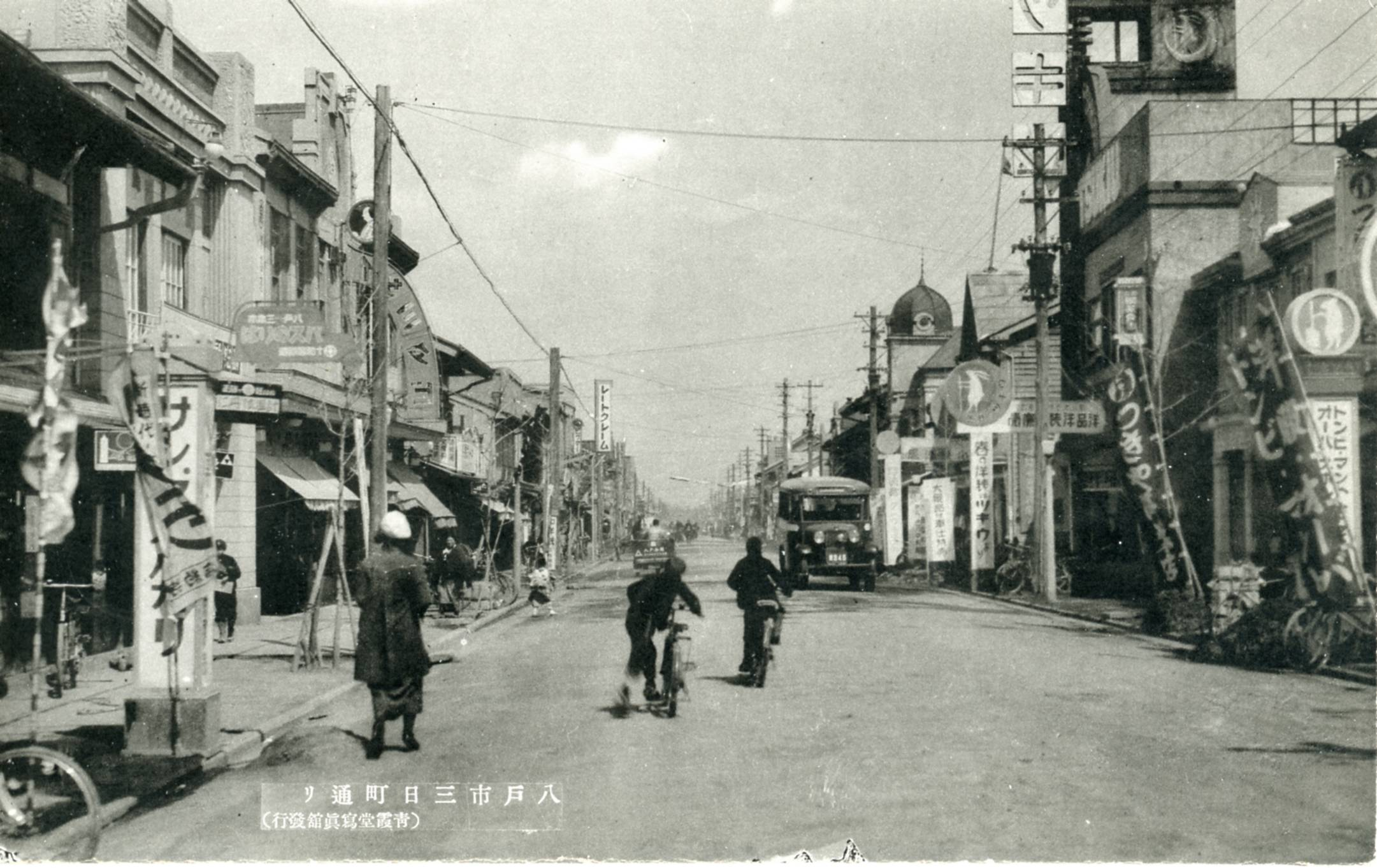
八戸市三日町通リ（昭和戦前期）

### 地名の由来
三日町は藩政時代の市が開かれた日にちに由来している。商人の町として江戸時代から栄えていた。

### 沿革
藩政時代、八戸城下町の中央部に位置する町人町だった。
- 1629年（寛永6年）頃、根城城下の町家が移転されて三日町がつくられる。（盛岡藩時代）[3]
  - 当時は、現在の十三日町及び、廿三日町の地区と同じように「上町（かみちょう）」または、「根城町」と言われていた。
- 1646年（正保3年）の雑書によると、この当時19軒の町屋があったと記録されている。[4]
- 1665年（寛文5年）八戸城下で初めての制札場が三日町に置かれる。
- 1669年（延宝7年）掫駒が行われる。
- 1674年（延宝2年）十三日町から出火した火事で、三日町の21軒が焼失。[5]
- 1696年（元禄9年）この頃すでに酒屋が2軒営業していた。
- 1861年 - 1864年（文政年間）の八戸御城下略図によると「三日町」の記述があり、町家とされていた。
  - この頃既に城下略図の東端には小路の長横町が記録されている。
- 1722年（享保7年）酒造業を営んで、後に八戸三店の一つと言われた「豪商近江屋」が現在の盛岡市から三日町に移住
  - 1783年（天明3年）の飢饉の際、「豪商近江屋」が700両を献上。1864年（元治元年）の飢饉でも500両を献上した。[6]
- 1825年（文政8年）大火で三日町の南側の住宅21軒、土蔵8棟、小屋21棟が焼失。[7]
- 1829年（文政12年）大火で家屋36軒、44世帯を焼失。[3]
- 1833年（天保4年）商人町の出入り口として町口門である通称「黒門」が建設される。
  - 場所は現在の三日町交差点。「黒門」の由来は黒塗りの野郎門だったことからそう言われた。[8]
- 1861年（万延2年）塩小売座商人が1人、木綿屋2人が居住[9]
- 1868年（明治元年）頃、39軒の家があった。[10]
- 1890年（明治32年）「向鶴」の記録によると、穀物商2軒、旅人宿1軒、酒造家1軒、陶器商3軒、薬品商1軒、八百屋商3軒、乗合馬車宿1軒、洋服店1軒が三日町に立地していた。

## 産業
商業
- さくら野百貨店八戸店
- モスバーガー八戸三日町店

交流施設
- はっち

### ギャラリー

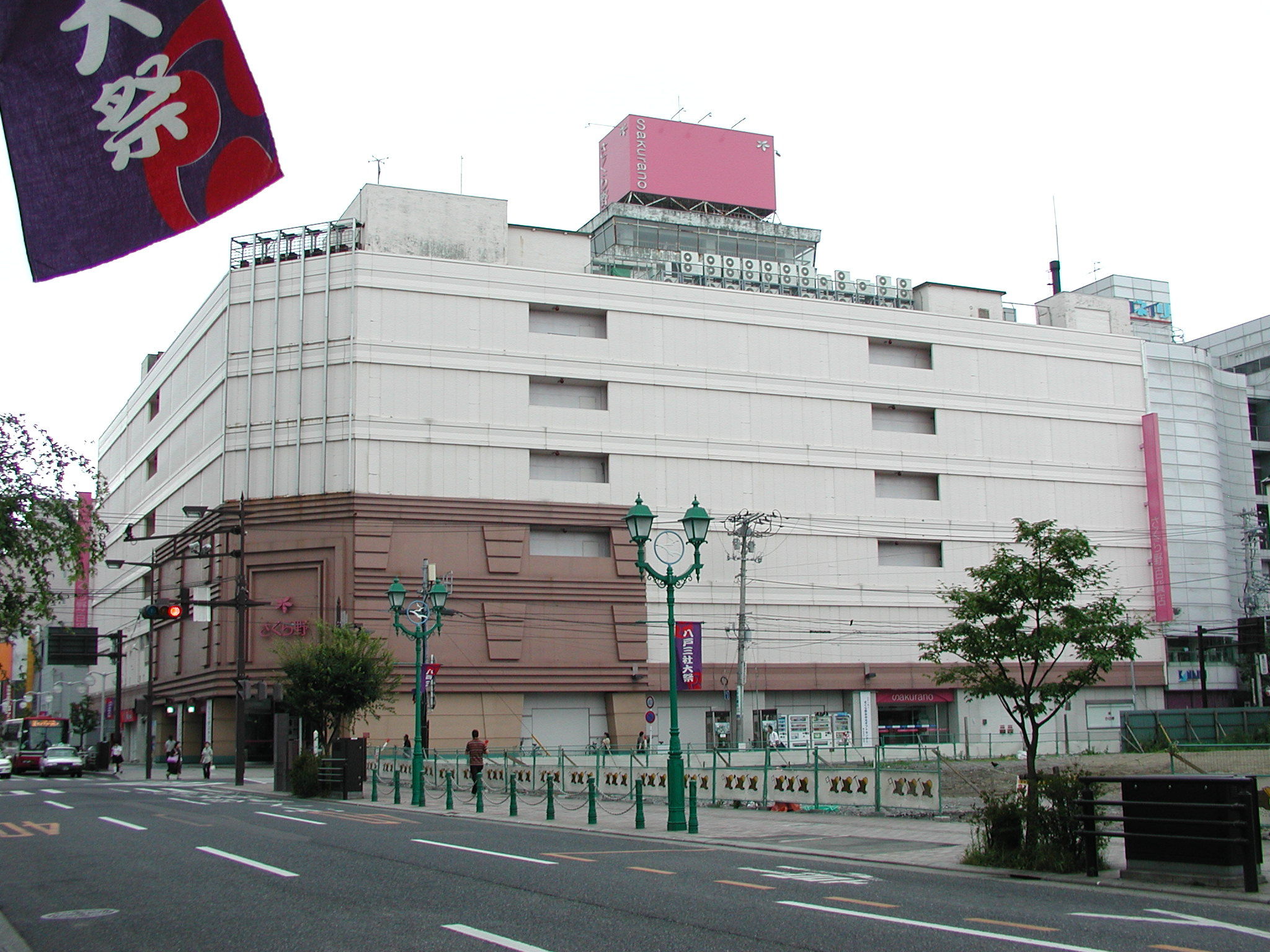
さくら野百貨店八戸店（2007年7月）
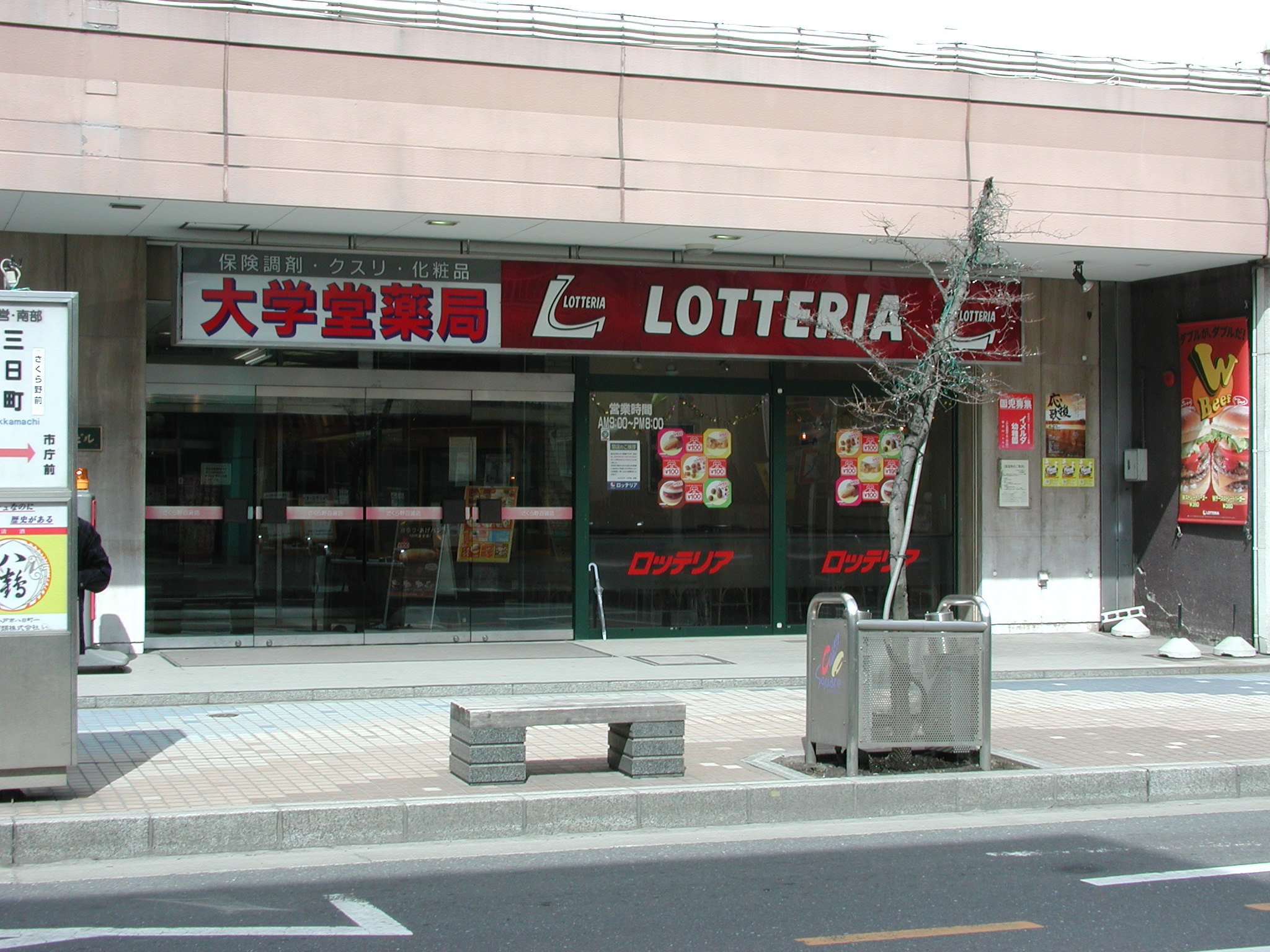
かつて存在したロッテリア三日町店（2008年3月16日の閉店当日にて。<現在は貴金属買取専門店が入居>）
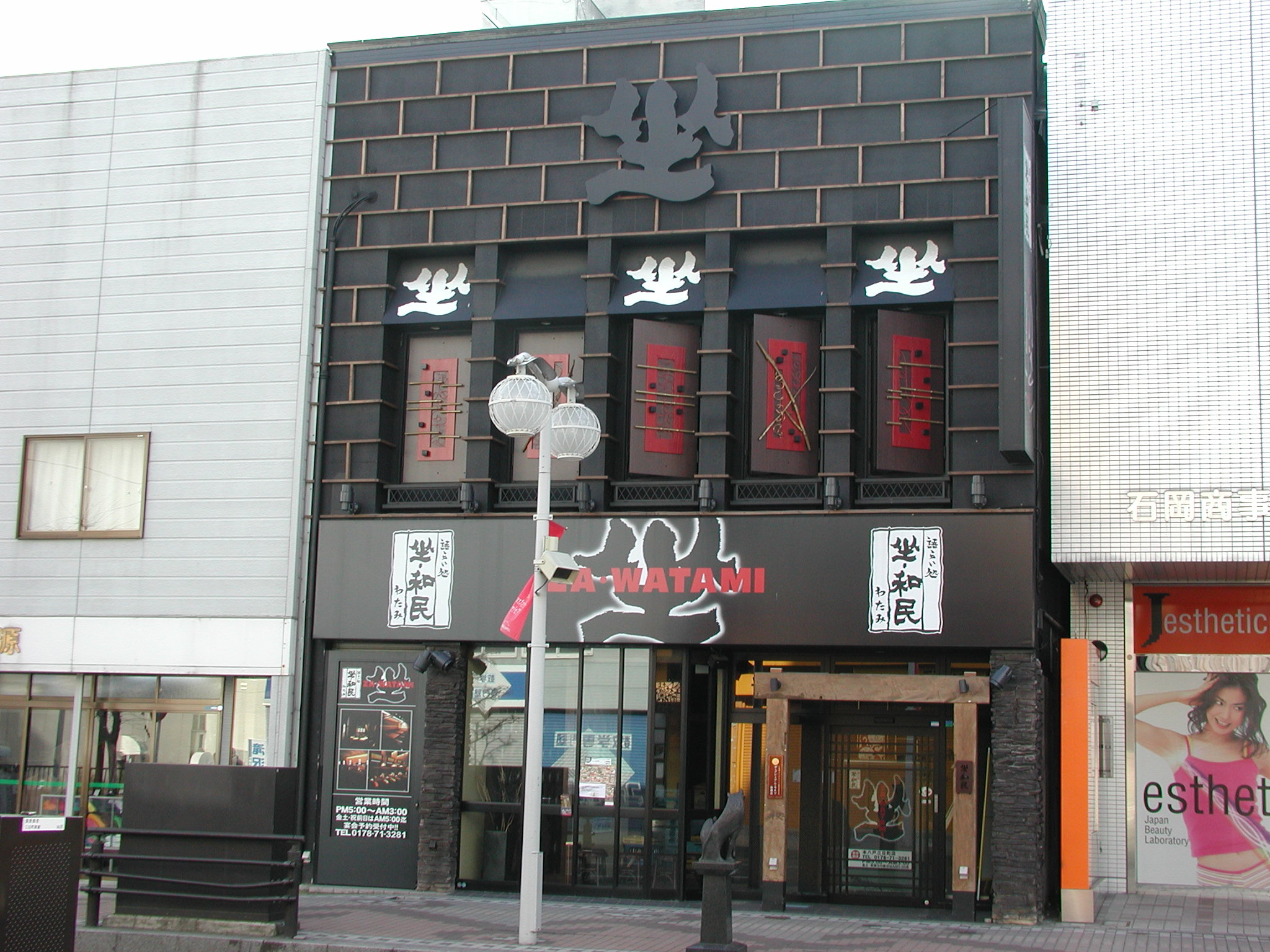
語らい処「坐・和民」本八戸三日町店（2007年12月）
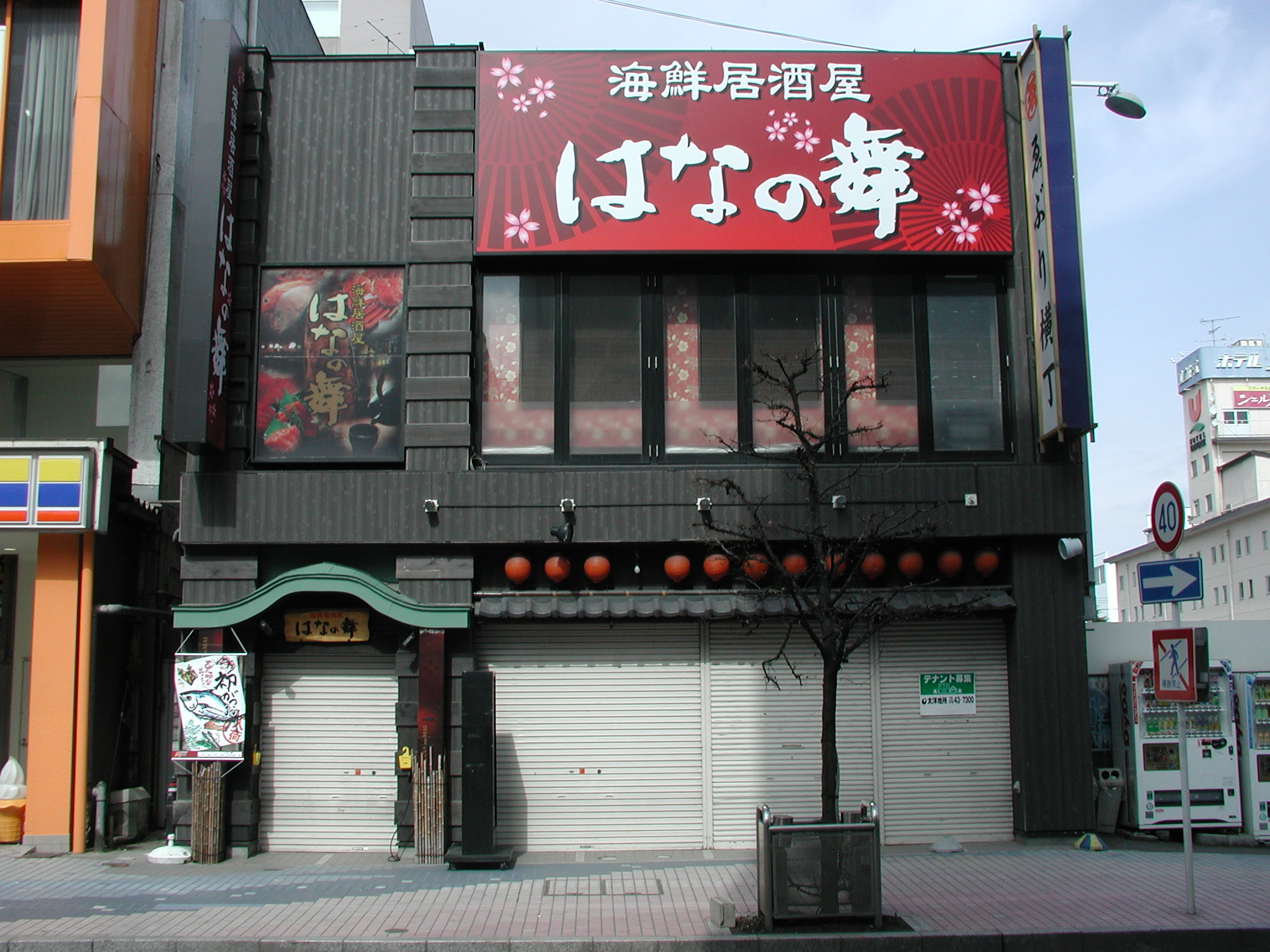
「海鮮居酒屋 はなの舞」八戸三日町店（2008年3月） ※：なお、現在1階には「海鮮楽屋 福福屋」八戸三日町店が入居している。
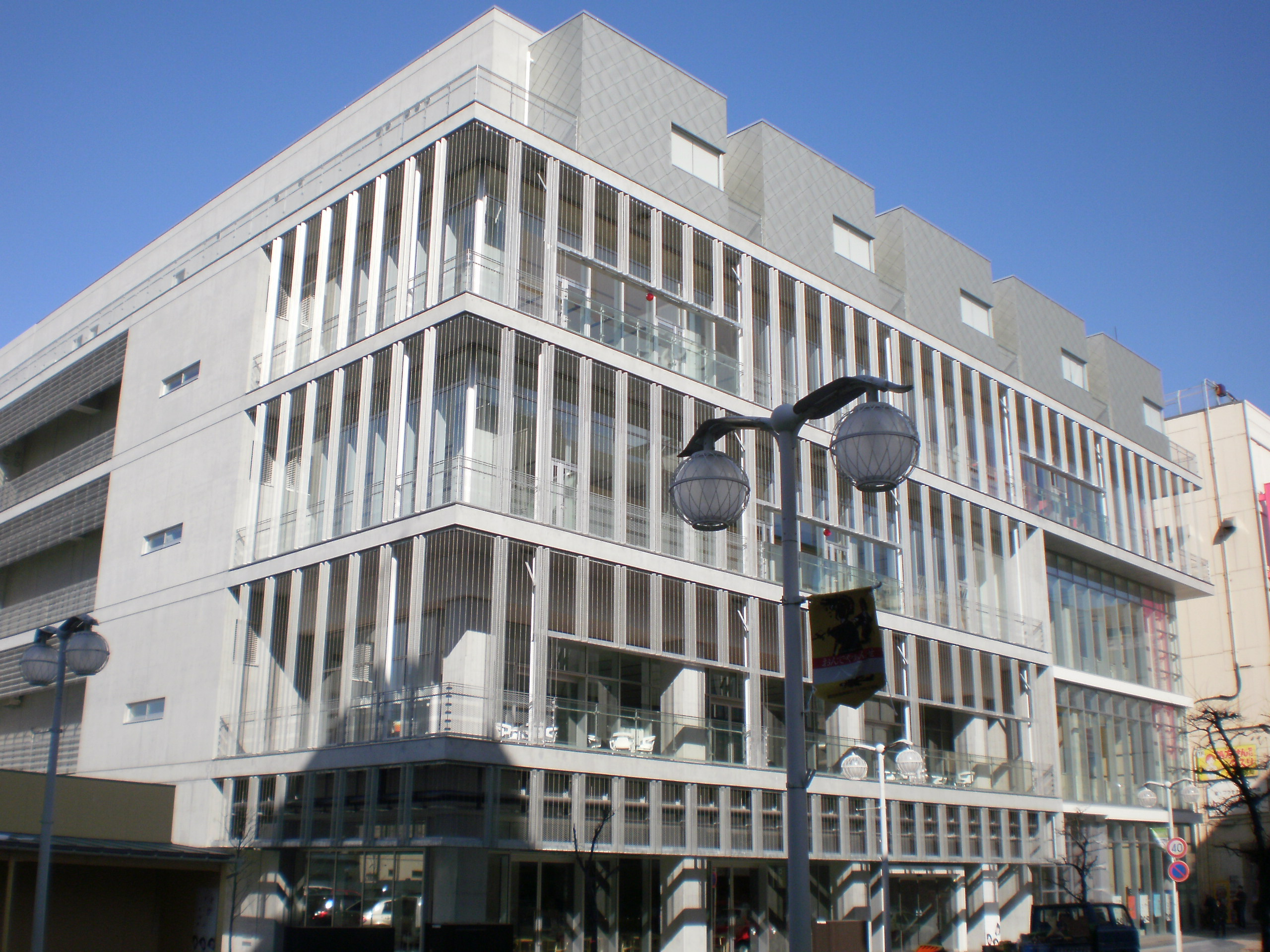
はっち（2011年2月）